# Psaliodes intersecta
Psaliodes intersecta là một loài bướm đêm trong họ Geometridae.